# Cercosaura parkeri
Espèce
Synonymes
- Pantodactylus schreibersii parkeri Ruibal, 1952

Cercosaura parkeri est une espèce de sauriens de la famille des Gymnophthalmidae.

## Répartition
Cette espèce se rencontre :
- en Bolivie ;
- dans le Sud-Est du Pérou ;
- au Brésil au Mato Grosso ;
- en Argentine dans les provinces de Tucumán et de Salta.

## Étymologie
Cette espèce est nommée en l'honneur d'Hampton Wildman Parker.

## Publication originale
- Ruibal, 1952 : Revisionary notes of some South American Teiidae. Bulletin of the Museum of Comparative Zoology at Harvard College, no 106, p. 477-529 (texte intégral).